# Daniela Katzenberger
Daniela Katzenberger (Ludwigshafen am Rhein, 1 oktober 1986) is een Duitse zangeres, reality-tv-persoonlijkheid, actrice, presentatrice en ondernemer. In augustus 2010 kwam haar versie van Nothing's Gonna Stop Me Now van de Britse zangeres Samantha Fox op nummer 19 in de Duitse hitlijsten. Sinds september 2010 heeft Katzenberger haar eigen programma bij de Duitse commerciële televisiezender VOX, getiteld: Daniela Katzenberger - natürlich blond.

## Biografie
Katzenberger is de dochter van televisiepersoonlijkheid Iris Klein, die in 2010 meedeed in het tiende seizoen van de Duitse Big Brother. Ze groeide op in Oggersheim, een stadsdeel van Ludwigshafen am Rhein met haar broer, Tobias, en haar halfzus Jennifer Frankhauser. Na in 2002 haar middelbareschooldiploma te hebben gehaald, begon ze in 2003 aan een opleiding tot schoonheiddspecialiste.
Voordat ze doorbrak op de nationale televisie werkte ze als serveerster in het café van haar moeder.

### 2009
In 2009 won Katzenberger de prijs Top Model of the World Mallorca. In april van datzelfde jaar verscheen bij VOX de docusoap Auf und davon – Mein Auslandstagebuch, waarin ze naar de Verenigde Staten reist om stage te gaan lopen bij de restaurantketen Hooters. Katzenberger werd echter niet toegelaten. Daarna probeerde ze Playboy-oprichter Hugh Hefner te ontmoeten en een plaats in de Amerikaanse Playboy te verkrijgen; beide pogingen mislukten.
Na Auf und davon werkte Katzenberger als model in Duitsland en Los Angeles. Ze wordt gekenmerkt door haar platinablonde haren, permanente make-up, een goedgevulde boezem en het Rijnlands dialect dat ze spreekt. Tijdens haar verblijf in de Verenigde Staten onderging ze plastische chirurgie.

### 2010-heden
In januari 2010 was Katzenberger te zien in de docusoap Goodbye Deutschland! Die Auswanderer. Deze aflevering, waarin ze te zien is in haar café (Café Katzenberger) in Santa Ponça op Mallorca, trok een kijkerspubliek van 2,3 miljoen mensen en een marktaandeel van 11 procent. Katzenberger is ook te zien in de videoclip van het nummer Vamos a la playa van de Nederlandse singer-songwriter Loona.
In mei 2010 tekende ze een platencontract bij EMI. Een cover van Nothing's Gonna Stop Me Now werd datzelfde jaar uitgebracht en bereikte nummer 19 in de Duitse, en nummer 14 in de Oostenrijke hitlijsten. Het liedje kwam in augustus als download en als cd op de markt.
Vanaf 21 september 2010 wordt Katzenbergers eigen televisieprogramma, Natürlich Blond, wekelijks uitgezonden op VOX. Het programma telt inmiddels vijf seizoenen.
- Gemeinsame Normdatei: 101636492X
- International Standard Name Identifier: 0000 0001 4017 6148
- MusicBrainz: 277b8355-c71b-476e-89f1-ca93bb6497be
- Virtual International Authority File: 311574282